# سنت سفلي
سنت سفلي هي قرية في مقاطعة خوي، إيران. عدد سكان هذه القرية هو 92 في سنة 2006.